# Municipio de Crescent (Pensilvania)
El municipio de Crescent (en inglés: Crescent Township) es un municipio ubicado en el condado de Allegheny en el estado estadounidense de Pensilvania. En el año 2000 tenía una población de 2314 habitantes y una densidad poblacional de 388.5 personas por km².

## Geografía
El municipio de Crescent se encuentra ubicado en las coordenadas 40°34′00″N 80°13′47″O / 40.56667, -80.22972.

## Demografía
Según la Oficina del Censo en 2000 los ingresos medios por hogar en la localidad eran de $49 500 y los ingresos medios por familia eran $52 267. Los hombres tenían unos ingresos medios de $35 661 frente a los $25 076 para las mujeres. La renta per cápita para la localidad era de $19 472. Alrededor del 5,1% de la población estaban por debajo del umbral de pobreza.